# Layton Mystery Tanteisha: Katori no Nazotoki File
Layton Mystery Detective Agency: Kat's Mystery-Solving Files (レイトン ミステリー探偵社 ～カトリーのナゾトキファイル～, Reiton Misuterī Tantei-sha ~Katorī no Nazotoki Fairu~, Layton Mystery Tanteisha: Katori no Nazotoki File) is een Japanse animatieserie over de personages uit Layton's Mystery Journey: Katrielle en het miljonairscomplot, met gastrollen van andere personages uit de Professor Layton-franchise. Het is zowel een verfilming van, als een vervolg op Miljonairscomplot. Elke zaak uit het videospel beslaat een aflevering in de animatieserie, met daarnaast tientallen nieuwe zaken.

## Verhaal
De serie speelt zich af na de gebeurtenissen uit de proloog van Layton's Mystery Journey: Katrielle en het miljonairscomplot en volgt Katrielle Layton, de dochter van de beroemde professor Layton. Zij heeft samen met haar zelfbenoemde assistent Monty Peynful haar eigen detectivebureau opgericht en een aan geheugenverlies lijdende, pratende hond onder haar hoede genomen. Het drietal onderzoekt allerlei vreemde zaken, op verzoek van verontruste Londenaren die langskomen bij het detectivebureau.

### Professor Layton en de Schatrelikwieën
Er is een reeks van zes afleveringen binnen deze animatieserie waarin de zoektocht naar de vermiste professor Layton centraal staat. Deze afleveringen volgen niet dezelfde structuur als de andere afleveringen en vertellen onder andere meer over Katrielle's verleden, haar band met de professor en het mysterie dat leidde tot de vermissing van professor Layton en zijn nu volwassen leerling Luke Triton.

#### 21 jaar geleden
Enkele jaren na de gebeurtenissen uit ppProfessor Layton en de Verloren Toekomstpp bevindt Luke Triton zich op een zinkend schip, waar hij een vrouw genaamd Kamilla bijstaat tijdens haar bevalling. Het kind komt veilig ter wereld, maar Kamilla gaat het niet redden. Ze vraagt Luke om de baby over te dragen aan professor Layton en hem te vragen om de vader op te sporen: Kyle Azan,  een archeoloog die vermist raakte toen hij te dicht bij het ontrafelen van het 'relikwiemysterie' kwam. Luke gaat met de baby aan boord van de reddingsboot en doet wat van hem gevraagd werd. De professor geeft de baby de naam Katrielle en Luke keert terug naar Amerika om zijn studie af te maken. Na jaren vruchteloos zoeken naar ene Kyle Azan adopteert de professor Katrielle formeel.

#### 11 jaar geleden
Een vrouw genaamd Marina komt langs op het kantoor van de professor en vraagt hem om haar te helpen haar vermiste man op te sporen. Die man is niemand minder dan Luke Triton, die zichzelf kort voor zijn verdwijning voor Marina's veiligheid opsloot in zijn kamer om haar niet te betrekken in een gevaarlijke zaak. Luke heeft een aanwijzing achtergelaten die de professor naar het British Museum leidt. De leidinggevende van het museum blijkt Don Paolo in vermomming die Luke gevangenhoudt. Luke wordt bevrijd en verklaart dat hij bezig was het 'relikwiemysterie' op te lossen. Professor Layton wil dat mysterie oplossen voor zijn dochter Katrielle, omdat die nauw verbonden is met haar verleden. Hij accepteert Luke's hulp.
De professor en zijn leerling ontdekken dat er geen Kyle Azan bestaat, enkel een Kamilla Azan. Zij vermoeden dat Kamilla die naam verzonnen heeft en zelf degene is die dichtbij het ontrafelen van het 'relikwiemysterie' kwam, om op deze manier de professor aan te sporen verder te zoeken. Het tweetal bemachtigt de zes stenen (de sleutel tot het raadsel) en vindt uit dat de stenen corresponderen met continenten op de wereldkaart. Samen onthullen de stenen een locatie: de Lestagiana grot. Na het oplossen van de raadsels zijn ze gechoqueerd: er is niets te vinden. De schat lijkt al meer dan honderd jaar geleden verwijderd te zijn en de professor beredeneert dat de relikwie naar Southampton vervoert moet zijn.
Terug in Londen komen de namen Rufus Aldebaran (een briljante, gerenommeerde puzzeloplosser) en Earl Drake Dellendar (een miljonair die om onbekende redenen zijn eigen vrouw vermoorde, dat door Aldebaran tegen betaling onder de pet wordt gehouden) komen naar voren, wat de zoektocht naar de Cranscoll Kathedraal in Southampton leidt. Dellendar financierde de uitbreiding van de kathedraal, zodat er plek is om het relikwie te verbergen. Layton en Luke treffen de priester en vragen hem naar het relikwie, waarna hij zijn mannen op hen afstuurt. Hij blijkt Marina gegijzeld te hebben en het tweetal ziet geen andere optie dan zich over te geven. Het relikwie blijkt in werkelijkheid een machine om mensen in kunstmatige slaap te houden, wat daardoor als een soort tijdmachine gezien wordt.
De priester sluit Layton en Luke op in de machine als plaatsvervangers voor Dellendar en zijn zoon (die wilden tijdreizen naar een tijd waarin de medische wetenschap hen zou kunnen genezen), omdat zij onlangs door een fout tijdens een onderhoudsbeurt zijn overleden en de priester dat geheim wil houden. De priester wordt in de gaten gehouden door een gevaarlijke geheime organisatie die er op toe ziet dat hij zijn afspraak nakomt. 

#### Heden
Rosa (bevriende huishoudhulp van de professor, surrogaatoma van Katrielle) bezoekt het detectivebureau om Katrielle alles te vertellen wat ze weet over het laatste avontuur van Layton en Luke. Katrielle gelooft dat haar vaders redenatie niet klopt en dat er niet zes, maar zeven stenen zijn. Met archiefonderzoek ontdekt ze dat de stenen keer op keer geveild zijn, met Dellendar als vaakst terugkomende koper, om de schijn op te houden dat het 'relikwiemysterie' nooit opgelost is. Katrielle concludeert dat het 'relikwiemysterie' al 110 jaar geleden is opgelost en ze komt op het spoor van de kathedraal in Southampton, omdat het moment van de uitbreiding daarvan samenvalt met het moment waarop de stenen voor het eerst werden geveild. Katrielle, Monty en Sherl reizen af naar de kathedraal, waar ze de priester vragen naar de relikwie.
De priester wil de aanval openen, maar Katrielle is hem voor geweest: de politie staat paraat en rekent de priester en zijn mannen in. Het drietal ontmoet Marina, die zich al die tijd voor gedaan heeft als een van de onderdanen van de priester en is nu eindelijk in staat om Layton en Luke uit hun capsules te bevrijden. De professor en zijn leerling worden naar het ziekenhuis gebracht, waar ze herstellen. Er is nog een derde capsule, die onlangs geopend is, waarin Katrielle de zevende steen vindt. Dat leidt het drietal naar Aldebarans vroegere verblijfplaats in Londen. Ook Layton en Luke duiken daar op en Katrielle wordt eindelijk herenigd met haar vader. Het gezelschap zet samen het onderzoek voort en redeneert dat Aldebaran de derde persoon in de kunstmatige slaapmachine geweest moet zijn. Uiteindelijk leidt een raadsel hen naar Greenwich Observatory, waar ze Aldebaran in een verborgen ruimte aantreffen.
Aldebaran verklaart dat hij zo'n 110 jaar geleden ontdekte dat een meteoor op Aarde zou storten en de mensheid in gevaar zou brengen. Hij tijdreisde naar dit moment om de wereld te redden, maar het blijkt nu (met de moderne technologie) dat het nog zeker 120 jaar gaat duren voordat de meteoor Aarde bereikt. Omdat Aldebaran niet op de juiste manier uit zijn slaap is gehaald, is hij nu aan het sterven. Hij realiseert zich dat hij de wereld nu niet meer zal kunnen redden van de ondergang en wil dat Layton zijn taak vervult. Katrielle onderbreekt hem en legt hem uit dat er in de toekomst nieuwe mensen zoals hij en Layton zullen opstaan. Zolang de mensheid de handen ineen blijft slaan, komt het wel goed. Aldebaran laat zijn stervende lijf naar buiten vallen, in de stromende rivier.

#### Epiloog
Layton en Luke pakken hun levens in Londen weer op en komen het team van Katrielle's detectivebureau versterken. Katrielle merkt op dat ze recentelijke weinig interessante zaken hebben, maar dat komt volgens Monty doordat ze zaken zo snel oplossen. Op dat moment wordt er op de deur geklopt. Monty verwelkomt Alfendi Layton en Lucy Baker in het detectivebureau.

## Lijst van afleveringen
| Nr. | Titel (transcriptie)                                                                           | Titel (letterlijk vertaald)                            | Uitzenddatum      |  |
| --- | ---------------------------------------------------------------------------------------------- | ------------------------------------------------------ | ----------------- |  |
| 1 | カトリーエイルと不思議な家 (Katorīeiru to Fushigi na Ie)                                       | Katrielle en het mysterieuze huis                      | 8 april 2018      |  |
| Een man roept de hulp in van Katrielle, Monty en Sherl nadat zijn familie plotseling en zonder verklaring is verdwenen. Het drietal onderzoekt het mysterieuze huis waar het gezin onlangs naartoe is verhuisd. |                                                                                                |                                                        |                   |  |
| 2 | カトリーエイルと悪魔のドレス (Katorīeiru to akuma no doresu)                                   | Katrielle en de duivelse jurk                          | 15 april 2018     |  |
| Katrielle wordt benaderd door Pastel, een muzikant die beweert dat de door hem gekochte jurk er voor heeft gezorgd dat zijn vrouw Olivia bezeten is geraakt. |                                                                                                |                                                        |                   |  |
| 3 | カトリーエイルと蘇る死体 (Katorīeiru to yomigaeru shitai)                                      | Katrielle en het herrezen lijk                         | 22 april 2018     |  |
| Een jonge vrouw genaamd Liv vraagt om hulp Katrielle nadat ze bezoek heeft gekregen van haar overleden man Andy, die ogenschijnlijk als zombie tot leven is gekomen. |                                                                                                |                                                        |                   |  |
| 4 | カトリーエイルと世紀の大怪盗 (Katorīeiru to seiki no dai kaitō)                                | Katrielle en de fantoomdief van de eeuw                | 29 april 2018     |  |
| Commissaris Hastings roept de hulp in van het detectivebureau, nadat een beruchte juwelendief heeft aangekondigd dat het Britse Museum het doelwit is voor zijn spectaculairste roof tot nu toe. |                                                                                                |                                                        |                   |  |
| 5 | カトリーエイルと幸運な男 (Katorīeiru to kōun'na otoko)                                         | Katrielle en de geluksvogel                            | 6 mei 2018        |  |
| Een man met onverklaarbaar veel geluk hoopt dat Katrielle uit kan vinden waarom hij zoveel geluk heeft en hoe hij dat kan voortzetten. |                                                                                                |                                                        |                   |  |
| 6 | カトリーエイルと時を超えるバス (Katorīeiru to toki o koeru basu)                               | Katrielle en de tijdloze bus                           | 13 mei 2018       |  |
| Katrielle stuit op een nieuw mysterie wanneer ze Monty en een studiegenoot op het terras tegenkomt, die over haar busreis vertelt die ogenschijnlijk een tijdreis terug naar haar kindertijd maakte. |                                                                                                |                                                        |                   |  |
| 7 | ラットマン・リターンズ (Rattoman ritānzu)                                                      | Ratman keert terug                                     | 20 mei 2018       |  |
| Een jochie bezoekt het detectivebureau en is bang dat de Londense mysterieuze superheld Ratman is ontvoerd. Zaak 07 - Ratman keert terug |                                                                                                |                                                        |                   |  |
| 8 | １億ポンドは風と共に去りぬ (1 Oku-pondo wa kazetotomonisarinu)                                 | 100 miljoen pond weg met de wind                       | 27 mei 2018       |  |
| Het drietal wordt door Commissaris Hastings opgeroepen om een ogenschijnlijk onmogelijke diefstal te onderzoeken: er is een honderd miljoen pond verdwenen uit de hightech bankkluis. Zaak 06 - Gejaagd door de wind |                                                                                                |                                                        |                   |  |
| 9 | 摩天楼は猫色に (Matenrō wa neko-iro ni)                                                        | De wolkenkrabbers zijn katkleurig                      | 3 juni 2018       |  |
| Katrielle wordt opgetrommeld op het landgoed van een miljonair met een ongewoon verzoek: haar huisdier is vermist en ze wil dat die voor het eetfeest is teruggevonden. Zaak 04 - Een Katastrofe in Londen |                                                                                                |                                                        |                   |  |
| 10 | レイトン教授と秘宝レリクス エピソード１ (Reiton kyōju to hihō rerikusu episōdo 1)              | Professor Layton en de schatrelikwieën: aflevering 1   | 10 juni 2018      |  |
| Rosa, een oude kennis van Katrielle's vader, bezoekt het detectivebureau met informatie over de verdwijning van de professor elf jaar geleden |                                                                                                |                                                        |                   |  |
| 11 | 怪事件ニューシネマパラダイス (Kai jiken nyūshinemaparadaisu)                                   | Mysterieus geval in New Cinema Paradise                | 17 juni 2018      |  |
| Katrielle en Monty wonen de première van een langverwachte film bij, waarvan tot grote verbazing de climax ontbreekt. De zoenscène is verdwenen van de filmrol. Zaak 03 - De gestolen kus |                                                                                                |                                                        |                   |  |
| 12 | アスポワロのロンドンの休日 (Asupowaro no Rondon no kyūjitsu)                                   | Hastings vakantie in Londen                            | 24 juni 2018      |  |
| De ongewoonste zaak tot nu toe: Commissaris Hastings vraagt Katrielle en Monty om een last-minute cadeau voor zijn jarige vrouw te kopen. Zaak 09 - Hastings op vakantie in Londen |                                                                                                |                                                        |                   |  |
| 13 | カトリーエイルとドッペルゲンガー (Katorīeiru to dopperugengā)                                  | Katrielle en de dubbelganger                           | 1 juli 2018       |  |
| Katrielle onderzoekt de zaak van een pianist die wordt geplaagd door de verschijning van een dubbelganger |                                                                                                |                                                        |                   |  |
| 14 | 天才分析官ジェラルディン・ロイヤー (Tensai bunseki-kan jerarudin roiyā)                        | Geniale analist Gina Opponente                         | 8 juli 2018       |  |
| Commissaris Hastings brengt Katrielle en co in verwarring wanneer hij hen vraagt te helpen bij het onderzoeken van zaak waarvan de dader al ontmaskerd is. |                                                                                                |                                                        |                   |  |
| 15 | カトリーエイルとミステリーサークル (Katorīeiru to misuterīsākuru)                              | Katrielle en de graancirckels                          | 15 juli 2018      |  |
| Het detectivebureau ontvangt een nieuw mysterie om op te lossen van jonge boer Mintan, die kampt met onverklaarbare, vreemde patronen in zijn graanveld. |                                                                                                |                                                        |                   |  |
| 16 | カトリーエイルとパンダの行進 (Katorīeiru to panda no kōshin)                                   | Katrielle en de marcherende panda's                    | 22 juli 2018      |  |
| Katrielle doet onderzoek naar een jong meisje op verzoek van haar bezorgde moeder die gelooft dat haar dochter de toekomst kan voorspellen. |                                                                                                |                                                        |                   |  |
| 17 | カトリーエイルとロンドンの怪物 (Katorīeiru to Rondon no kaibutsu)                              | Katrielle en het monster van Londen                    | 29 juli 2018      |  |
| De commissaris roept de hulp in van het drietal wanneer Londen wordt belaagd door een grommend monster dat zich schuil houdt in de mist. |                                                                                                |                                                        |                   |  |
| 18 | モレントリー急行と３つの事件 (Morentorī kyūkō to 3ttsu no jiken)                               | De Molentary Express en de drie incidenten             | 5 augustus 2018   |  |
| De teamleden moeten hun aandacht verdelen wanneer passagiers aan boord van de Molentary Express tijdens een speciale zonsverduisteringstour een reeks vreemde gebeurtenissen omschrijven. |                                                                                                |                                                        |                   |  |
| 19 | 寂しがり屋のゴースト (Samishigariya no gōsuto)                                                 | De eenzame geest                                       | 12 augustus 2018  |  |
| Het team wordt opgeroepen door een jonge erfgename wiens landgoed lijkt te worden geteisterd door een groot aantal etherische verschijningen. Zaak 05 - Het spook van de opera |                                                                                                |                                                        |                   |  |
| 20 | レイトン教授と秘宝レリクス エピソード2 (Reiton kyōju to hihō rerikusu episōdo 2)               | Professor Layton en de schatrelikwieën: aflevering 2   | 19 augustus 2018  |  |
| Rosa keert terug om haar verhaal voort te zetten en onthult het verband tussen Katrielle's verleden en de verdwijning van de professor. |                                                                                                |                                                        |                   |  |
| 21 | カトリーエイルと甘い香りの迷宮通り (Katorīeiru to amai kaori no meikyū-dōri)                   | Katrielle en het zoetgeurende labyrint van straten     | 26 augustus 2018  |  |
| Op zoek naar snoep met een legendarische reputatie, raakt Katrielle verslaafd als ze te horen krijgt dat ze haar kwalificaties als kenner zal moeten bewijzen door zelf de winkel in de buurt te zoeken. |                                                                                                |                                                        |                   |  |
| 22 | 超高性能ロボット スケットマン (Chō kōseinō robotto sukettoman)                                 | Superkrachtige robot Sketman                           | 2 september 2018  |  |
| Katrielle is uitgenodigd voor de onthulling van de robotbediende uit de renaissance, de nieuwste uitvinding van wonderkind Bengary. |                                                                                                |                                                        |                   |  |
| 23 | カトリーエイルとオフィス潜入大作戦 (Katorīeiru to ofisu sen'nyū dai sakusen)                   | Katrielle en de kantoorinfiltratieoperatie             | 16 september 2018 |  |
| Een van de beroemde miljonairs van Londen vraagt de aandacht van het team na het ontdekken van een liefdesbrief geschreven door zijn geliefde dochter Allie. |                                                                                                |                                                        |                   |  |
| 24 | 時計仕掛けのスウィーツ (Tokei shikake no suu~ītsu)                                             | Het uurwerksnoep                                       | 23 september 2018 |  |
| Commissaris Hastings vraagt het detectivebureau om het mysterie van de missende wijzer van de Big Ben op te lossen, in de hoop deze terug te vinden voordat een buitenlandse ambassadeur arriveert. Zaak 01 - Per seconde wijzer |                                                                                                |                                                        |                   |  |
| 25 | ある愛の詩 リバーサイドフェスティバル (Aruainoshi ribāsaidofesutibaru)                         | Een Oeverfestival liefdesgedicht                       | 30 september 2018 |  |
| Katrielle sluit zich aan bij een onderzoek op het Londense Oeverfestival naar een tragisch incident dat plaatsvond aan de oevers van de rivier de Theems, een weerspiegeling van een lokale legende. Zaak 02 - Tragedie op de Theems |                                                                                                |                                                        |                   |  |
| 26 | ノア君の日記 (Noa-kun no nikki)                                                                | Monty's dagboek                                        | 7 oktober 2018    |  |
| Deze zaak gaat terug naar het moment waarop Monty voor het eerst kennis maakt met Katrielle. Hij wordt als verdachte ondervraagd door Commissaris Hastings over de diefstal van de papers van Dr. Plant. Zaak 10 - Monty's dagboek |                                                                                                |                                                        |                   |  |
| 27 | 逃亡者カトリー (Tōbō-sha katorī)                                                               | Voortvluchtige Katri                                   | 14 oktober 2018   |  |
| Het team wordt gedwongen op de vlucht te slaan nadat Katrielle merkt dat ze de hoofdverdachte is in een moordonderzoek. Zaak 11 - Katrielle Layton: GEZOCHT! |                                                                                                |                                                        |                   |  |
| 28 | テムズの女神は二度微笑む (Temuzu no megami wa ni-do hohoemu)                                   | De godin van de Theems lacht twee keer                 | 21 oktober 2018   |  |
| Katrielle en haar assistent zijn uitgenodigd voor de feestelijke eerste vaart van een luxe cruiseschip. Als iedereen terugkeert van een georganiseerde speurtocht is het godinnenbeeld dat op het dek stond verdwenen. Zaak 08 - Godin van de Theems |                                                                                                |                                                        |                   |  |
| 29 | カトリーエイルとネム湖のネッスィー (Katorīeiru to nemu mizūmi no nessu~ī)                      | Katrielle en Nessie van Loch Nem                       | 28 oktober 2018   |  |
| Het drietal reist naar de Schotse Hooglanden nadat ze een verzoek hebben ontvangen om recente waarnemingen van het beroemde "Nessie"-wezen op de wateren van Loch Ness te onderzoeken. |                                                                                                |                                                        |                   |  |
| 30 | カトリーエイルと不死のバンパイア (Katorīeiru to fushi no banpaia)                              | Katrielle en de onsterfelijke vampier                  | 4 november 2018   |  |
| Een nieuwe klant, Hans, benadert het detectivebureau na een nachtelijke ontmoeting met een figuur die lijkt op een oude vriend die ondanks een afwezigheid van vijfendertig jaar niks veranderd is qua uiterlijk. |                                                                                                |                                                        |                   |  |
| 31 | カトリーエイルと奥様は魔女 (Katorīeiru to okusamahamajo)                                       | Katrielle en de heksenvrouw                            | 11 november 2018  |  |
| Vreemde gebeurtenissen in een buitenwijk brengen de nieuwste klant van het detectivebureau ertoe hun advies in te winnen over de vraag of zijn vrouw al dan niet een heks is geworden. |                                                                                                |                                                        |                   |  |
| 32 | カトリーエイルと星のプリンス (Katorīeiru to Hoshi no Purinsu)                                  | Katrielle en de sterrenprins                           | 18 november 2018  |  |
| Katrielle neemt de taak op zich om een jonge vrouw te herenigen met een man die beweerde van een andere planeet te komen. |                                                                                                |                                                        |                   |  |
| 33 | カトリーエイルと宇宙船ベンガリアンの殺人 (Katorīeiru to Uchūsen Bengarian no Satsujin)         | Katrielle en de moord op het ruimteschip Bengarian     | 25 november 2018  |  |
| Bengary daagt het team uit om hun meest ambitieuze zaak tot nu toe op te lossen: een moordmysterie uit het rijk van zijn eigen verbeelding. |                                                                                                |                                                        |                   |  |
| 34 | レイトン教授と秘宝レリクス エピソード3 (Reiton kyōju to hihō rerikusu episōdo 3)               | Professor Layton en de schatrelikwieën: aflevering 3   | 2 december 2018   |  |
| Het einde van de zoektocht naar de legendarische relikwieën nadert zijn conclusie, wanneer Professor Layton en Luke een schimmige figuur op het spoor zijn, elf jaar vóór hun verdwijning. Katrielle, Monty en Sherl komen in het heden op het spoor van de verblijfplaats van het verdwenen duo. |                                                                                                |                                                        |                   |  |
| 35 | レイトン教授と秘宝レリクス エピソード4 (Reiton kyōju to hihō rerikusu episōdo 4)               | Professor Layton en de schatrelikwieën: aflevering 4   | 9 december 2018   |  |
| De zoektocht in het heden en verleden komen samen in Southampton, terwijl de laatste uren voor de verdwijning van het duo aftellen. |                                                                                                |                                                        |                   |  |
| 36 | 呪われたロンドンコレクション (Norowareta rondonkorekushon)                                     | Vervloekte Londense collectie                          | 16 december 2018  |  |
| Bergman, CEO van Angel Arrow, doet een beroep op het detectivebureau nadat de vier showcase-jurken van het label twee avonden voor 's werelds grootste modeshow zijn verdwenen. |                                                                                                |                                                        |                   |  |
| 37 | ミンタン 新たなる野望 (Mintan aratanaru yabō)                                                  | Mintan's nieuwe ambitie                                | 23 december 2018  |  |
| Het detectivebureau krijgt bezoek van landbouwers, die de hulp van het team nodig hebben nadat een plotselinge persoonlijkheidsverandering van hun oude vriend hem van een hardwerkende agronoom heeft veranderd in een irritante gokker met een onwaarschijnlijke winning streak. |                                                                                                |                                                        |                   |  |
| 38 | 踊るスコットランドヤード大捜査線 (Odoru sukottorandoyādo dai sōsa-sen)                         | Dancing Scotland Yard Great Investigation Line         | 6 januari 2019    |  |
| Katrielle sluit zich aan bij een blokkade van Scotland Yard rond een brug die gesloopt moet worden nadat Bengary's nieuwste Sketman, Punch, zijn intrek neemt. De gigantische robot niet kan praten, dus moet Katrielle op een andere manier de reden achter zijn gedrag achterhalen om een einde te maken aan de impasse. |                                                                                                |                                                        |                   |  |
| 39 | カトリーエイルと透明ベイビ (Katorīeiru to tōmei beibi)                                         | Katrielle en de onzichtbare baby                       | 13 januari 2019   |  |
| Katrielle krijgt een telefoontje van babysitter Kelly, die zich zorgen maakt over haar recentste opdracht waarbij een onzichtbare baby lijkt te zijn betrokken. |                                                                                                |                                                        |                   |  |
| 40 | ジェラルディン・ロイヤーと最後の客 (Jerarudin roiyā to saigo no kyaku)                         | Gina Opponente en de laatste gast                      | 20 januari 2019   |  |
| Een horoscoop voorspelt dat de enige manier om te ontkomen aan "de slechtste dag van het decennium" is dat deze doorgebracht wordt met een vriend. Katrielle besluit deze dag samen met Gina Opponente door te brengen in een plaatselijk café, niet wetende dat de analist haar eigen plannen heeft. Zij daagt Katrielle uit om de beroepen van de andere klanten te raden, waarbij haar zeer professionele profileringsvaardigheid lijnrecht tegenover de impulsieve onderzoeksmethoden gebaseerd op gevoel van Katrielle staat. |                                                                                                |                                                        |                   |  |
| 41 | カトリーエイルと奇妙な心霊写真 (Katorīeiru to kimyōna shinrei shashin)                         | Katrielle en de vreemde spookfotografie                | 27 januari 2019   |  |
| London Times-fotograaf Pete roept de hulp in van het detectivebureau, omdat hij bang is dat hij slachtoffer is geworden van een vloek nadat hij terugkerende fantoomfiguren heeft ontdekt in zijn foto's. |                                                                                                |                                                        |                   |  |
| 42 | 名探偵シャーロ・ックホームズ (Mei tantei shāro kkuhōmuzu)                                      | Rechercheur Sherl O.C. Kholmes                         | 3 februari 2019   |  |
| Sherl is het beu om behandeld te worden als de stagiair van het detectivebureau en grijpt de kans aan om zijn eigen onderzoek te doen naar de dood van een geliefd lid van de buurtroedel. |                                                                                                |                                                        |                   |  |
| 43 | カトリーエイルとホラーキャッスルVR (Katorīeiru to horākyassuru VR)                             | Katrielle en Horrorkasteel VR                          | 10 februari 2019  |  |
| Het drietal wordt gerekruteerd door een oude klant met als doel een uitdagend virtual reality-spel te voltooien. |                                                                                                |                                                        |                   |  |
| 44 | カトリーエイルと料理の超人 (Katorīeiru to ryōri no chōjin)                                     | Katrielle en de kooksuperman                           | 17 februari 2019  |  |
| Na een incident met een verkeerd begrepen 'all you can eat'-restaurantopening en Katrielle's onverzadigbare eetlust, accepteert de enthousiaste onderzoeker een cook-off-uitdaging om haar schuld te vereffenen. |                                                                                                |                                                        |                   |  |
| 45 | カトリーエイルとゴースト倶楽部 (Katorīeiru to gōsuto kurabu)                                   | Katrielle en de spookclub                              | 24 februari 2019  |  |
| Grootliefhebster van het bovennatuurlijke Andrea nodigt Katrielle en een selectie van haar kennissen uit om deel te nemen aan een spelletje "Ghost Escape". |                                                                                                |                                                        |                   |  |
| 46 | カトリーエイルとモナリザ百面相 (Katorīeiru to Monariza hyakumensō)                             | Katrielle en de honderd gezichten van Mona Lisa        | 3 maart 2019      |  |
| Het reisje van het drietal naar het Marylebone Museum of Art om de beroemde Mona Lisa te zien, neemt een vreemde wending wanneer Katrielle te horen krijgt dat de hele collectie van het museum heimelijk is vervangen door een reeks op Lisa gerichte werken. |                                                                                                |                                                        |                   |  |
| 47 | 大富豪アリアドネの陰謀（前編） (Daifūgō ariadone no inbō (zenpen))                             | De samenzwering van miljonair Adamant (deel 1)         | 10 maart 2019     |  |
| Katrielle en het gezelschap ontvangen een uitnodiging gericht aan haar vader met het verzoek om een puzzeloplossend evenement bij te wonen, georganiseerd door de mysterieuze Adamant, en worden herenigd met alle zeven beroemde Londense miljonairs ("De Zeven Giganten") in het verlaten landhuis van een overleden magnaat. Zaak 12 - De puzzel voor een miljoen pond |                                                                                                |                                                        |                   |  |
| 48 | 大富豪アリアドネの陰謀（後編） (Daifūgō ariadone no inbō (kōhen))                              | De samenzwering van miljonair Adamant (deel 2)         | 17 maart 2019     |  |
| Met het besef dat de Zeven Giganten een geheim verbergen, neemt Katrielle's onderzoek een onverwachte wending. Terwijl ze het mysterie ontrafelt, wordt de ware identiteit van hun geheimzinnige gastheer onthuld. Zaak 12 - De puzzel voor een miljoen pond |                                                                                                |                                                        |                   |  |
| 49 | レイトン教授と秘宝レリクス エピソード5 (Reiton kyōju to hihō rerikusu episōdo 5)               | Professor Layton en de schatrelikwieën: aflevering 5   | 24 maart 2019     |  |
| Nadat ze Luke en de professor heeft gevonden, weigeren Katrielle's onderzoeksinstincten haar te laten rusten, waardoor het team gedwongen wordt het spoor van de mysterieuze "Aldebaran" naar zijn paleisachtige huis te volgen op zoek naar antwoorden. |                                                                                                |                                                        |                   |  |
| 50 | レイトン教授と秘宝レリクス ファイナルエピソード (Reiton kyōju to hihō rerikusu fainaruepisōdo) | Professor Layton en de schatrelikwieën: slotaflevering | 31 maart 2019     |  |
| De twee partijen zijn eindelijk herenigd, hun lange reis komt tot een climax in een noodlottige confrontatie in het Greenwich Observatory met de man achter de hele samenzwering. |                                                                                                |                                                        |                   |  |